# Alfabeto dogri
El alfabeto dogri o dogra (también conocida como escritura dogra akkhar) es una escritura alfasilábica antiguamente utilizada para escribir el idioma dogri en Jammu y Cachemira, en la parte norte del subcontinente indio. La versión del alfabeto takri de Jammu se conoce como Dogra Akkhar. Desde 2018 el dogri pertenece al estándar Unicode. 

## Esfuerzos para revivirlo
El dogri aparece en los carteles de la estación de tren de Jammu Tawi. Esto provocó entusiasmo entre los jóvenes, que en gran número lo compartieron  en  redes sociales.
Aunque el idioma ha sido reconocido a nivel central, hubo acusaciones de que el gobierno de Jammu y Cachemira le estaba dando un trato desigual, de "madrastra". Tampoco se están tomando las medidas adecuadas para enseñar el idioma a nivel escolar y universitario.

## Unicode
El alfabeto dogri se añadió al estándar Unicode en junio de 2018 con el lanzamiento de la versión 11.0.
El bloque Unicode para Dogra es U+11800 – U+1184F y contiene 60 caracteres:
| Dogra Official Unicode Consortium code chart (PDF)                                  |   |   |   |   |   |   |   |   |   |   |   |   |   |   |   |   |
|                                                                                     | 0 | 1 | 2 | 3 | 4 | 5 | 6 | 7 | 8 | 9 | A | B | C | D | E | F |
| U+1180x                                                                             | 𑠀 | 𑠁 | 𑠂 | 𑠃 | 𑠄 | 𑠅 | 𑠆 | 𑠇 | 𑠈 | 𑠉 | 𑠊 | 𑠋 | 𑠌 | 𑠍 | 𑠎 | 𑠏 |
| U+1181x                                                                             | 𑠐 | 𑠑 | 𑠒 | 𑠓 | 𑠔 | 𑠕 | 𑠖 | 𑠗 | 𑠘 | 𑠙 | 𑠚 | 𑠛 | 𑠜 | 𑠝 | 𑠞 | 𑠟 |
| U+1182x                                                                             | 𑠠 | 𑠡 | 𑠢 | 𑠣 | 𑠤 | 𑠥 | 𑠦 | 𑠧 | 𑠨 | 𑠩 | 𑠪 | 𑠫 | 𑠬  | 𑠭  | 𑠮  | 𑠯  |
| U+1183x                                                                             | 𑠰  | 𑠱  | 𑠲  | 𑠳  | 𑠴  | 𑠵  | 𑠶  | 𑠷  | 𑠸  | 𑠹  | 𑠺  | 𑠻 |   |   |   |   |
| U+1184x                                                                             |   |   |   |   |   |   |   |   |   |   |   |   |   |   |   |   |
| Notas Desde la versión Unicode 13.0 Las áreas grises indican segmentos no asignados |   |   |   |   |   |   |   |   |   |   |   |   |   |   |   |   |

## Galería

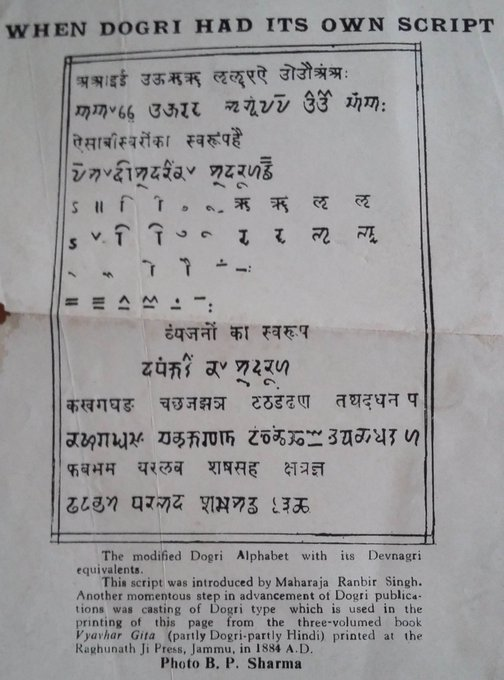
Tabla del alfabeto dogri
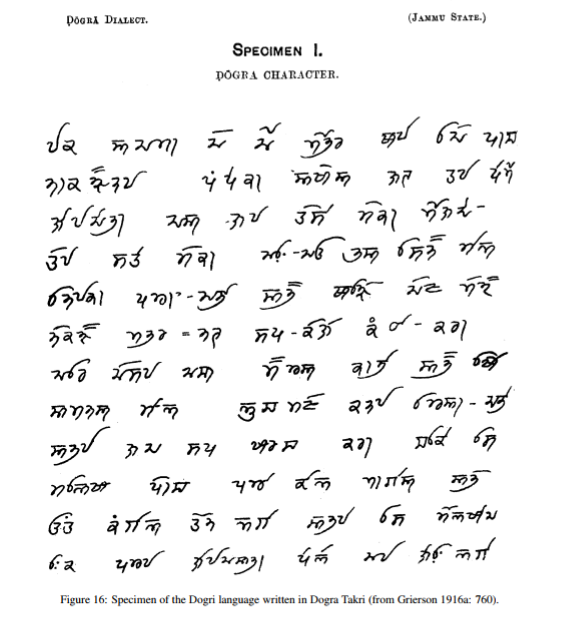
Muestra de escritura dogri